# Elleanthus reichenbachianus
Elleanthus reichenbachianus är en orkidéart som beskrevs av Leslie Andrew Garay. Elleanthus reichenbachianus ingår i släktet Elleanthus och familjen orkidéer. Inga underarter finns listade i Catalogue of Life.